# Drangiana

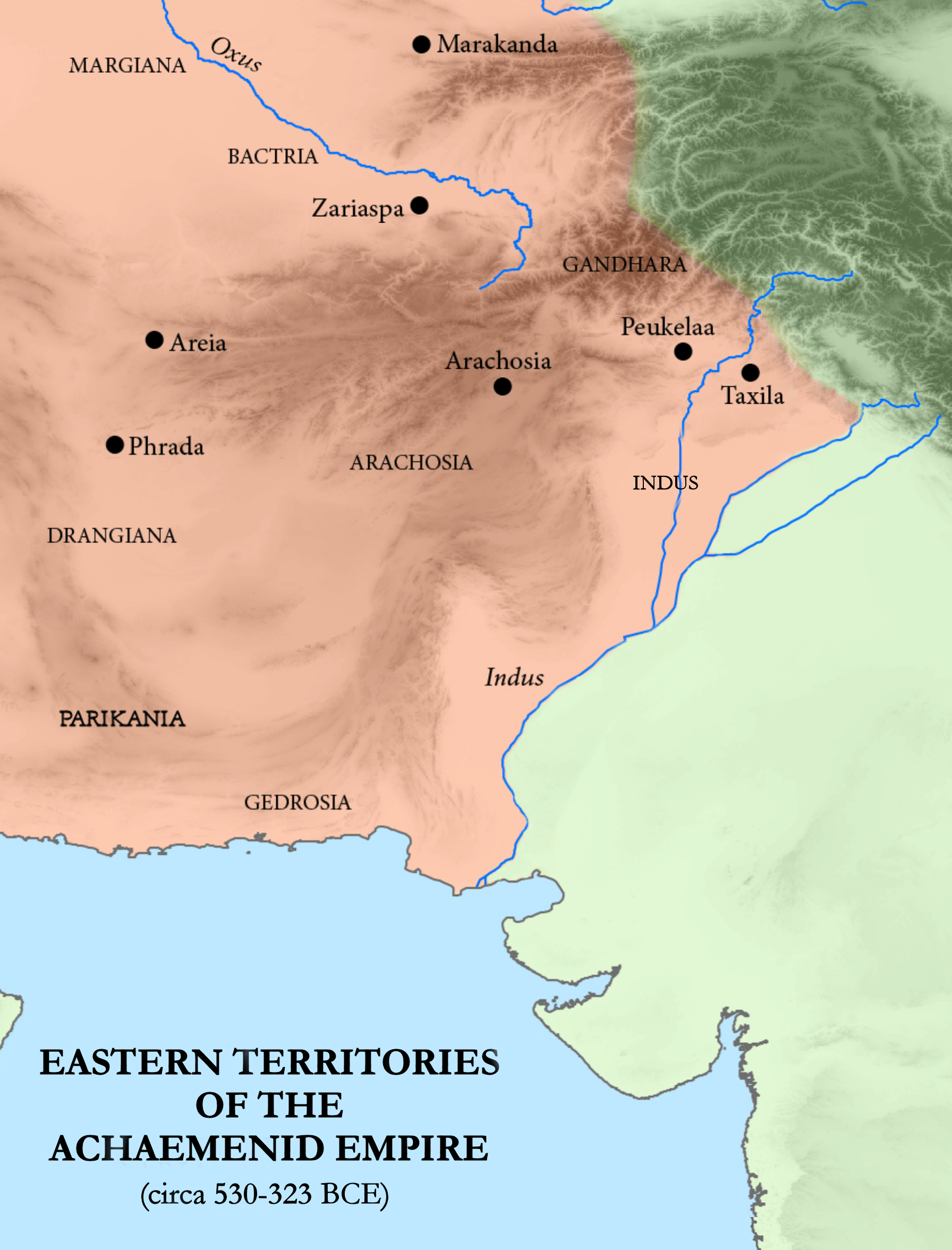
Satrapie orientali dell'impero achemenide, inclusa la Drangiana

La Drangiana o Zarangiana è un’antica regione e divisione amministrativa dell’Impero achemenide. Essa comprendeva i territori attorno allo Hāmūn-e Helmand, sul confine tra Iran e Afghanistan, e costituiva un’importante via di comunicazione con l’oriente, in particolare favorita dalla confluenza dello Helmand con il fiume Arghandāb all’altezza di Bust.

## Nome
Il più antico riferimento testuale all’area della Drangiana è rintracciabile nell’iscrizione di Dario I a Bisotun, in cui il nome è attestato nella forma antico-persiana z-r-k. Questa forma trova corrispondenza nell’elamita sir-ra-an-qa, il babilonese za-ra-an-ga e l’egiziano srnk/srng. La forma elamita e quella babilonese, così come le forme contenute nelle fonti greche, medio-iraniche, neo-persiane e arabe, mostrano la presenza di una nasale che non viene registrata nel sistema grafico antico-persiano e per cui la parola antico-persiana può essere ricostruita come Zara(n)ka o Zra(n)ka. Nelle fonti classiche compaiono due forme con sibilante iniziale: Zarangai, Zarangaioi, Zarangiane, in Arriano e Isidoro di Carace, e Saràngai, in Erodoto, Zarangae in Plinio il Vecchio, oppure, con dentale occlusiva iniziale: Drangai, Drange, Drangene, Drangi(a)ne, Drangae, Drangiana, Drangiani, che troviamo in Ctesia, Polibio, Strabone, Diodoro Siculo, Claudio Tolomeo, Arriano, Curzio Rufo, Plinio il Vecchio, Ammiano Marcellino e Giustino. Di queste due forme, quelle in dentale occlusiva iniziale sono condizionate dal Δραγγή dei bematisti alessandrini, che trascrive precisamente l’antico persiano *Dranka o *Dranga. Gherardo Gnoli suggerì che la forma con sibilante iniziale, contenuta nelle iscrizioni reali achemenidi di Dario e Serse, sia quella ufficiale e più antica, mentre quella con dentale occlusiva iniziale, che compare per la prima volta in Ctesia, vissuto durante il regno di Artaserse II fra il 404 e il 397 circa, possa essere appartenuta alla lingua parlata.

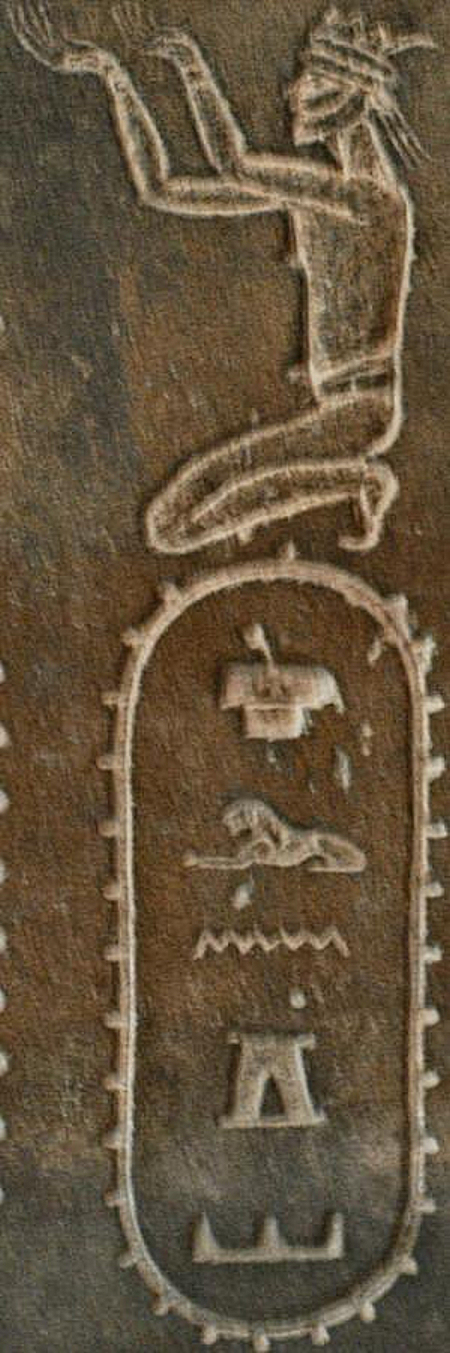
𓐠𓃭𓈖𓎼 S-r-n-g "Zranka" i.e "Drangiana", su una statua di Dario I del V secolo a.C., originariamente situata ad Eliopoli presso il tempio di Atum e portata a Susa da Serse, dopo l'assedio dell'Egitto.

L’origine del nome è dibattuta, ma si ritiene possa trattarsi di un prestito medo oppure di una forma iranica-orientale rientrata direttamente nell’antico-persiano. Anche l’etimologia è oggetto di dibattito. Buona parte dei filologi propende per una connessione con la parola antico-persiana drayah-, mare o lago, in riferimento alla geomorfologia del territorio associato alla Drangiana, caratterizzata dalla presenza del fiume Helmand e del lago di Hamun.

## Geografia
Stando a Strabone, la Drangiana confinava a nord con Aria e Parapamisadae, a ovest con la Carmania, a est con l’Aracosia e a sud con la Gedrosia. Tali informazioni sono confermate da Claudio Tolomeo, il quale fa riferimento al passaggio di un fiume attraverso la regione, un affluente del fiume Arabio.
La Drangiana appare frequentemente nelle iscrizioni reali achemenidi tra le province sottomesse e tributarie al re. Nell’iscrizione di Bisotun la Drangiana è menzionata come quattordicesimo dei ventitré “paesi” (dahyava) tra Partia e Aria. La medesima posizione tra Partia e Aria è occupata dalla Drangiana anche in altre due iscrizioni di Dario I, una da Persepoli e una da Susa, sebbene figuri come sedicesimo di ventisei paesi nel primo caso, e tredicesimo nel secondo. Nell’iscrizione di Dario I a Naqsh-e Rostam compare come nona di ventuno paesi, tra Corasmia e Aracosia. In un’iscrizione di Serse a Persepoli, la Drangiana è il sesto di trentadue paesi ed è menzionata dopo l’Armenia e prima della Partia. Anche Erodoto fa riferimento agli abitanti della Drangiana, assieme ad altri popoli dell’area tra l’odierno Belucistan e il Golfo Persico, definendoli come quattordicesimo distretto tributario, in dovere di 600 talenti alla corona.
Gli autori classici fanno riferimento anche a diverse città della Drangiana. Ampiamente documentato è il toponimo relativo al capoluogo della regione: Zrang, nella tradizione sasanide, Zaranj nella tradizione araba. Queste forme sono strettamente collegate al nome della regione. L’opera Persikà di Ctesia è la fonte più antica in cui il toponimo, nella forma di Zarin, è attestato. L’autore cita la città a proposito del colpo di stato tentato da Mitridate, futuro satrapo di Artaserse II, durante il regno di Dario II, nel tentativo di sottrarre la Drangiana al controllo del potere centrale. Con lo stesso nome e con il ruolo di capitali della Drangiana sono citate negli Stathmoí Parthikoí di Isidoro di Carace e nella Tabula Peutingeriana altre due città. Verosimilmente il centro amministrativo della satrapia è cambiato nel corso della storia. La missione archeologica italiana ha identificato la Zarin achemenide nel sito di Dahane-ye Gholaman. Anche Claudio Tolomeo identifica una serie di città tra cui Prophtasia, che ritorna anche in Strabone, Plinio il Vecchio, Ammiano Marcellino e Stefano Bizantino; quest’ultimo la identifica con il nome pre-alessandrino di Phrada, che doveva trovarsi nei pressi del Lago di Hamun. Essa è anche nota come Alessandria Prophtasia e Alessandria in Drangiana; fu fondata da Alessandro Magno sulla via del ritorno da Herat. La sua collocazione originaria è tutt’oggi sconosciuta; alcuni studiosi sostengono che potrebbe corrispondere all’attuale Farah o a Nad-i Ali, identificata tuttavia con la Zaranj di epoca medievale, capitale del Sistan, il cui toponimo conserva la memoria della parola antico-persiana Zranka.

## Composizione etnica
L’etnico che si riscontra nelle fonti classiche deriva direttamente da Zranka, più precisamente dalla sua forma con dentale occlusiva iniziale, forse legata alla lingua parlata. Nell’ambito dell’amministrazione achemenide in realtà non si trattava effettivamente di un etnico, ma designava gli abitanti del territorio il cui centro amministrativo era riconosciuto nel capoluogo Zranka. Verosimilmente, il termine che designava il capoluogo della regione e la regione stessa, venne a definire anche il nome del popolo che la abitava. Tuttavia, questo etnico non ebbe fortuna, riducendosi esclusivamente a toponimo, in funzione del sempre più diffuso Sakastana, inizialmente attribuito ad una sola parte della Drangiana ed estesosi all’intera regione all’epoca di Mitridate II, a seguito delle migrazioni dei Saka nell’area. Strabone fa riferimento ai drangiani sostenendo che vivessero alla maniera persiana, pur non facendo particolare consumo di vino. Anche Claudio Tolomeo, nell’ambito della sua descrizione della Drangiana e dei popoli che la abitavano, fa riferimento ad alcune tribù: i Darandae, nei pressi del confine con l’Aria, i Battriani, al confine con l’Aracosia, e gli abitanti di Tatakene, probabilmente riflettendo una suddivisione che sussisteva in epoca seleucide o partica.
Molto importante è la menzione degli Ariaspai da parte di Strabone ed Arriano, il quale fa riferimento a questo popolo come dotato di un proprio autonomo ordinamento civile. Come Strabone, Arriano sostiene che gli Ariaspai furono rinominati da Ciro il Grande ευεργεται, “i benefattori”, per l’aiuto fornito in occasione delle spedizioni militari verso l’Iran orientale e che, proprio in virtù degli antichi meriti e per il fatto di non essere ammanierati come le altre tribù ma come i greci, Alessandro li trattò con favore e rispetto. Inoltre, nel citare gli Ariaspai, Arriano ci racconta che Alessandro giunse presso le loro terre uscendo dal paese dei Drangi e, nel lasciare il loro territorio, entrò in Aracosia. Diodoro Siculo sostiene che confinassero con i Gedrosi. Volendo collocare gli Ariaspai, in base a queste informazioni, si potrebbe immaginare che confinassero a nord-est con gli Aracosi, a sud con i Gedrosi e a nord-ovest coi Drangi che erano stanziati nel bacino dello Hamun-e Hilamand. Anche Ammiano Marcellino fa riferimento ad Ariaspe come città, assieme a Prophtasia sostenendo che queste fossero il vanto della Drangiana, in quanto ricche ed illustri. Quanto ai Drangiani sostiene che questi vivessero su alcuni colli ai piedi dei quali scorreva l’Arabio, citato anche da Claudio Tolomeo nella sua descrizione della Drangiana, il quale, come Ammiano Marcellino, include Ariaspe come toponimo.

## Risorse
Vista la presenza dei fiumi e del lago, l’area occupata dalla Drangiana doveva essere particolarmente fertile, in antichità. Strabone descrive la Drangiana come una regione ricca di stagno. Quest’informazione ha stimolato una serie di ricerche nell’area dell’attuale Sistan Iraniano, non producendo alcun risultato che confermasse la fonte, la quale sembra accordarsi meglio con i ritrovamenti di cave di stagno presso l’area di Herat, in Afghanistan.

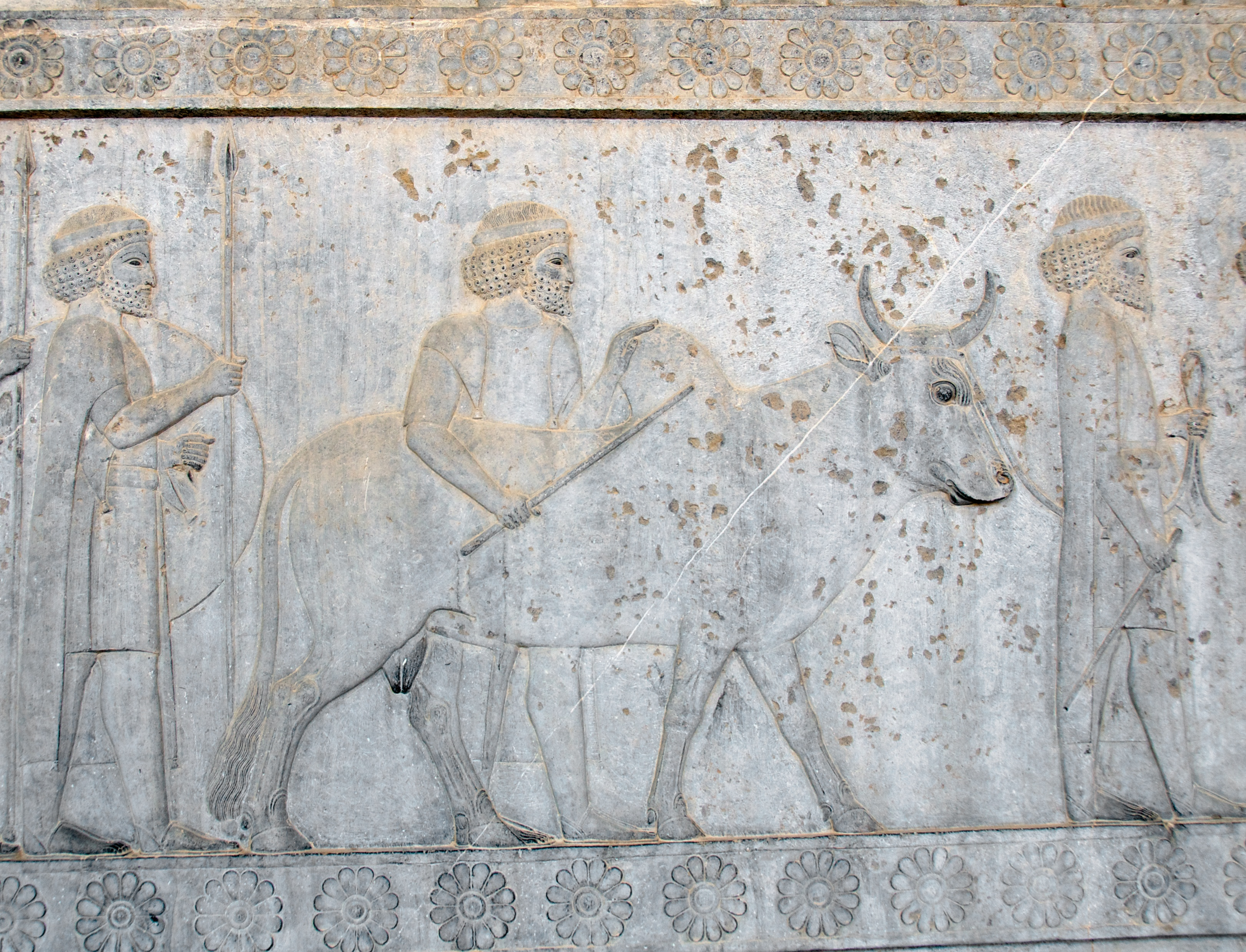
Rilievo rappresentante, secondo alcuni studiosi, la delegazione dei drangiani. Esso è situato presso la scalinata sud del portico est dell'Apadana di Persepoli.

L’area del Sistan è legata anche a un’intensa attività di allevamento bovino, praticata tutt’ora da una parte della popolazione. Attualmente, la specie di bovino allevata è il bos indicus, dal manto scuro e gobba poco pronunciata. Si tratta di un animale piuttosto resistente, in grado di sopportare l’asperità del clima del Sistan, oggi desertico e caratterizzato da scarsità di precipitazioni. In antichità, il regime delle acque fu probabilmente più costante, garantendo, verosimilmente, più possibilità di praticare attività agricola ed allevamento.  Il ritrovamento di ossa bovine e statuette in terra cruda rappresentanti bovini in contesto protostorico e in particolare presso il sito archeologico di Shahr-i Skokhta, così come in contesto achemenide, a Dahane-ye Gholaman, fa ipotizzare che tale attività fosse una parte importante dell’economia dell’area. Una testimonianza di grande importanza sull’allevamento bovino nel Sistan potrebbe essere rappresentata dalla ventunesima delegazione del rilievo dell'apadana di Persepoli, in cui compaiono quattro personaggi che conducono un bue, che sembrerebbe appartenere alla specie del bos indicus. Tuttavia, le interpretazioni sulla provenienza della delegazione rappresentata sono discordanti.

## Storia
Non sappiamo precisamente quali fossero le condizioni geopolitiche della Drangiana prima della conquista di Ciro il grande. Non ci sono testimonianze archeologiche che confermano un eventuale controllo medo. Si ipotizza potesse appartenere a un regno i cui centri erano Merv ed Herat. Arriano, all’inizio del suo racconto del viaggio di Nearco, sostiene che i medi abbiano controllato un territorio tanto grande da giungere sino all’Indo, prima dell’arrivo di Ciro il Grande. Gli studiosi ritengono che il controllo medo si estendesse fino alla Battriana o, al più, all’Oxus. Da Erodoto emerge la possibilità di un impero Chorasmio o una federazione comprendente Ircania, Corasmia, Drangiana e Partia, esistito fino all’arrivo di Ciro. Prima della conquista dell’Iran orientale, Ciro avrebbe assoggettato i Lidi, nel 547 a.C. e Babilonia, nel 539 a.C. Verosimilmente, è in questo intervallo di tempo che Ciro rivolge la sua attenzione militare all’oriente. Le fonti, e in particolare Arriano e Plinio il Vecchio menzionano la distruzione di Capisa, probabilmente riferendosi alla Capisa nella piana di Koh Daman, a nord di Kabul, in Afghanistan settentrionale e la sottomissione degli Ariaspai, popolazione che abitava la Drangiana e che avrebbe anche il merito, secondo Arriano, di aver supportato le truppe di Ciro decimate dai pericoli del viaggio verso oriente. Anche Diodoro Siculo cita gli Ariaspai, sostenendo che senza il loro aiuto le truppe di Ciro sarebbero morte nel deserto. È per questo che nella letteratura greca compaiono col nome di ευεργεται, benefattori. L’iscrizione di Bisotun,  da Dario attorno al 521 a.C., tra le satrapie orientali, menziona Drangiana, Aria, Corasmia, Battriana, Sogdiana, Gandhara, Sattagydia e Aracosia. Non avendo menzione di campagne orientali condotte da Cambise, con ogni probabilità questi territori erano già stati assoggettati da Ciro, proprio nella finestra di tempo tra il 547 a.C. e il 539 a.C., prima che la sua attenzione fosse rivolta al levante e, più nello specifico, a Babilonia.
Non abbiamo molte informazioni sulla Drangiana almeno fino a Dario III, che sembra aver riformato le satrapie. È in questo periodo che la Drangiana fu annessa all’Aracosia sotto il controllo del satrapo Baersante che si unì successivamente a Besso, satrapo della Battriana, che riunì battriani, sogdiani, le popolazioni indiane della valle del Caucaso e i Saka dalle steppe del Lago d'Aral, in una congiura contro Dario III.

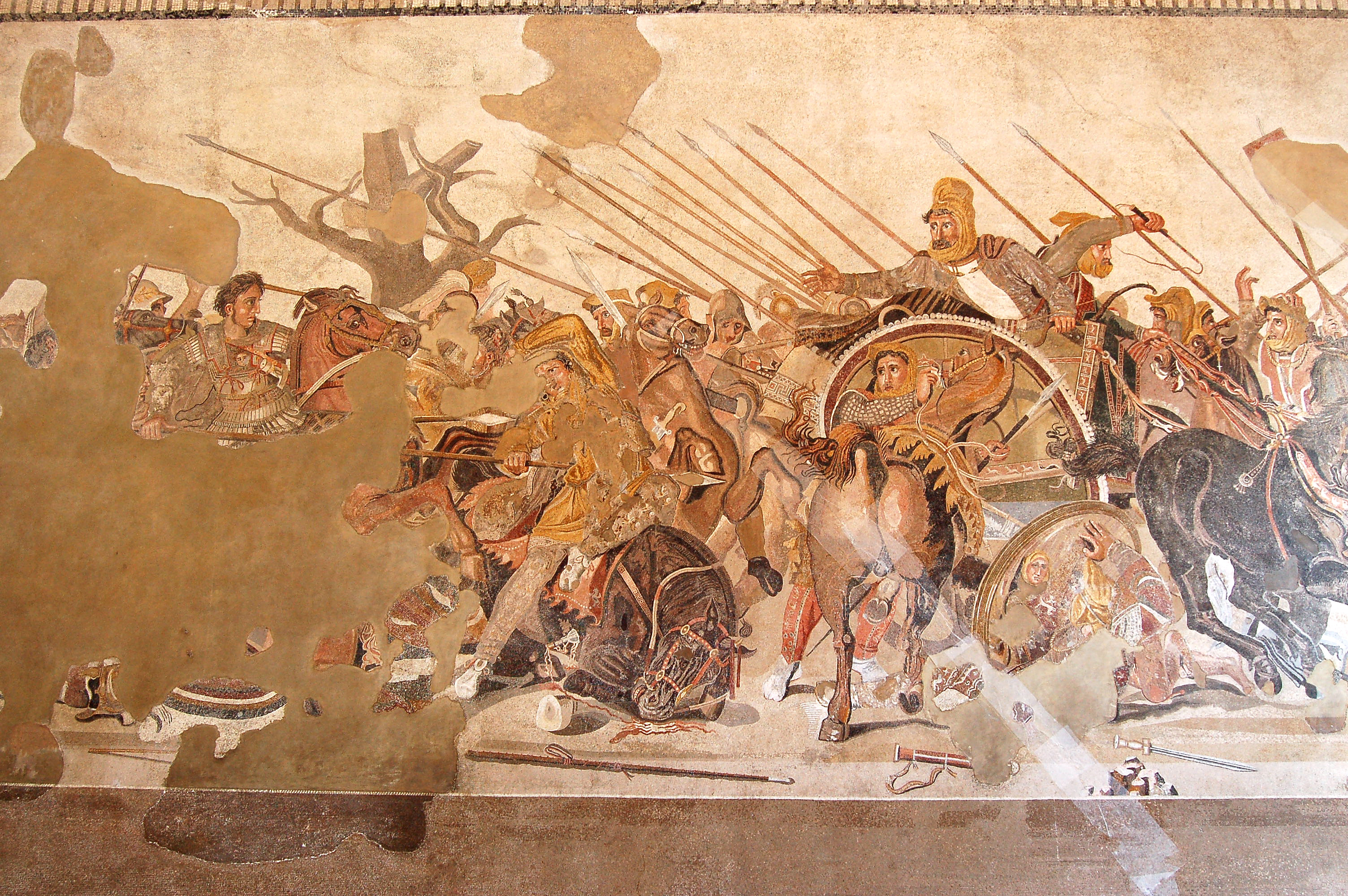
Mosaico della battaglia di Isso, attualmente conservato presso il museo archeologico nazionale di Napoli.

La spedizione di Alessandro Magno verso oriente, con conseguente espansione ai danni dell’impero persiano, cominciò nel 334 a.C. La prima vittoria decisiva fu quella presso il fiume Granico, in Turchia, contro il generale Memnone. Le truppe persiane vennero decimate e questo consentì ad Alessandro di proseguire la sua spedizione verso l’Iran. L’avanzata di Alessandro incontrò esclusivamente la resistenza di Mileto, che fu sconfitta dopo tre giorni di assedio. Attraversate Lidia, Licia, Panfilia e Frigia, Alessandro incontrò la resistenza di Alicarnasso, sotto la guida del generale Memnone, rifugiatosi nella città dove fece appiccare fuochi per impegnare i macedoni e nel frattempo attaccarli. Incendiata la città, Memnone fuggì a Cos e successivamente alla conquista di Lesbo e Chio, morì improvvisamente durante l’assedio di Mitilene nel 333 a.C. Nel frattempo Alessandro proseguì la sua spedizione. Venuto a conoscenza della morte di Memnone, Dario III organizzò la spedizione militare, convocando un ingente esercito che viene accampato a Sochoi, in Siria. Nel frattempo Alessandro, trovandosi presso la città fenicia di Miriandro, a circa 25 km ovest dalla Gola di Beilan, decide di presidiarla, aspettandosi che l’esercito da Sochoi sarebbe passato per quella via, essendo la più rapida per la Cilicia. Diversamente, Dario decise di aggirare il Tauro a Nord per raggiungere la zona costiera di Isso, dove si trovò di fronte all’accampamento ospedale di Alessandro che non poté, naturalmente, effettuare alcuna resistenza, contando esclusivamente su soldati feriti o ammalati. Piuttosto che attaccare, Alessandro, conoscendo le tecniche dell’esercito persiano, che doveva contare su 100 000-200 000 uomini secondo gli storiografi, decise di aspettare l’avanzata persiana verso le sponde del fiume Pinaro. Lo spazio ristretto non consentiva all’esercito persiano la giusta condizione di manovra, per questo la falange macedone riuscì facilmente a sfondare il corpo centrale della fanteria, occupato dal carro che supportava Dario, il quale fu costretto rapidamente alla fuga. Le perdite per i persiani furono ingenti e il campo fu vinto dai macedoni. Seguirono una serie di contrattazioni tra Dario e Alessandro, tuttavia deciso a proseguire nella sua conquista della Persia. Nel 331 a.C. Dario decise di riunire un esercito immenso, col supporto delle satrapie orientali. Una parte dei soldati, fu, di fatto, fornita da Baersante, satrapo di Drangiana e Aracosia. Dario organizzò l’esercito in maniera tale da muoverlo presso Babilonia, luogo scelto per la battaglia, nella primavera del 331 a.C. Il generale Mazeo, avrebbe dovuto insidiare l’esercito macedone affinché si dirigesse verso Babilonia, tuttavia l’operazione non riuscì, tanto che Alessandro scelse di attraversare il Tigri, che a dispetto di quanto gli esploratori persiani catturati gli riferirono, trovò del tutto indifeso. Attraversato il Tigri, ci fu uno scontro con un contingente di cavalleria persiano. I prigionieri riferirono che Dario era accampato a Gaugamela. Dario a bordo del suo carro si trovava tradizionalmente al centro dell’esercito. La tecnica fu quella di logorare le ali dell’esercito persiano, mentre Alessandro procedeva centralmente verso la retroguardia. Dario, separatosi dai suoi generali e trovatosi isolato, trovò nuovamente salvezza nella fuga verso Ecbatana, in Media. L’avanzata di Alessandro lo costrinse a rifugiarsi ancora più a oriente, potendo contare sulla fedeltà delle satrapie orientali. Tuttavia, Besso, satrapo di Battriana, il quale era stato condottiero dell’ala sinistra dell’esercito persiano a Gaugamela e Nabarzane, che a sua volta aveva condotto l’ala destra dell’esercito durante la battaglia di Isso, decisero per il colpo di stato, coinvolgendo rapidamente Baersante, satrapo di Aracosia e Drangiana. Nabarzane cercò di convincere il re a passare la corona a Besso che aveva la fedeltà delle satrapie orientali, ancora sotto il controllo persiano. Dario rifiutò e rapidamente mosse l’esercito contro Aracosia e Drangiana, sconfiggendo Baersante. Per evitare di risultare traditori Nabarzane e Besso si prostrarono nuovamente a Dario, prendendosi il tempo di riorganizzare la congiura. Con l’aiuto di Baersante, entrarono nella sua tenda e lo presero prigioniero, con l’intenzione di consegnarlo ad Alessandro come segno di pace e fare in modo che le satrapie orientali continuassero a rimanere in possesso dei persiani sotto il controllo di Besso. Sotto la pressione dell’esercito macedone, i congiurati assassinarono Dario, per poi dividersi e riorganizzare le difese. Besso tornò in Battriana, Baersante in Aracosia-Drangiana. Alessandro, fece seppellire Dario con tutti gli onori. Besso, nel frattempo, si fece proclamare sovrano col nome di Artaserse V. Alessandro procedette alla conquista di Ircania, Aria, dove ottenne il supporto di Nabarzane che chiese la pietà del condottiero per poi tradirlo e fuggire lasciando la satrapia ai macedoni e infine Battriana. Sconfitti i battriani di Besso, Alessandro, nell’inverno del 330-329 a.C. si diresse verso l’Aracosia-Drangiana di Baersante che fuggì in Punjab, per poi essere consegnato al nemico. Nell’estate del 325 a.C. Cratero condusse l’esercito macedone dall’India, attraverso Battriana, Aracosia, Drangiana e Gedrosia, sedando le ribellioni. All’epoca il satrapo di Drangiana e Aria era Stasanore di Soli (Cipro) che mantenne la Drangiana dopo la morte di Alessandro nel 323 a.C., per poi passare al governo di Battriana, mentre la Drangiana, con l’Aria, passò sotto il controllo del cipriota Stasandro, a seguito della spartizione di Triparadiso nel 321 a.C. indetta da Antipatro, designato reggente del regno di Macedonia.

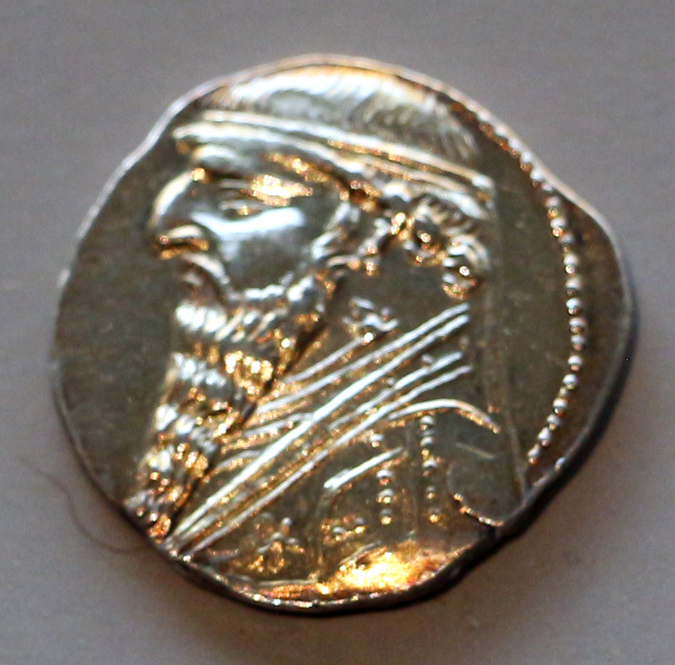
Dracma di Mitridate II il Grande.

A partire dal III secolo a.C. la Drangiana fu, verosimilmente, sotto il controllo seleucide fino all’attacco di Eutidemo I considerato il fondatore del regno Greco-Battriano, il quale avrebbe conquistato Drangiana, Aracosia, Sogdiana e Aria. Tra il 206 a.C. e il 205 a.C. Antioco III marciò contro di lui attraversando Aracosia, Drangiana e Carmania e riportandole sotto il suo controllo.
Attorno alla metà del II secolo a.C. i Saka, dalle steppe dell’Asia Centrale, migrarono verso la Battriana, espandendosi in Aracosia, Drangiana e Aria, spinti dall’avanzata degli Yuezhi, provenienti dalla regione di Kansu, che al 140 a.C., emersero nell’area del Kazakhstan, ove i Saka erano stanziati. Non più tardi del 100 a.C. migrarono verso l’attuale Pakistan. Vista la rapida espansione degli Yuezhi nella zona dell’Oxus, i Saka dovettero spingersi sino alle frontiere del regno greco-battriano fornendo contingenti militari per i parti contro il seleucide Antioco Sidete nel 129 a.C. Negatogli il pagamento perché arrivarono in ritardo, i Saka si ribellarono ai parti uccidendo Fraate II nel 128 a.C. e occupando la Drangiana che avrebbe allora preso il nome di Sakastan, attuale Sistan. Tra il 124 e il 90 a.C. Mitridate II di Partia recupera il Sistan, perso precedentemente a vantaggio dei Saka. Fino al 20 d.C. il Sistan restò nelle mani dei Surena, potente famiglia di origine partica, che manterrà il controllo della regione.

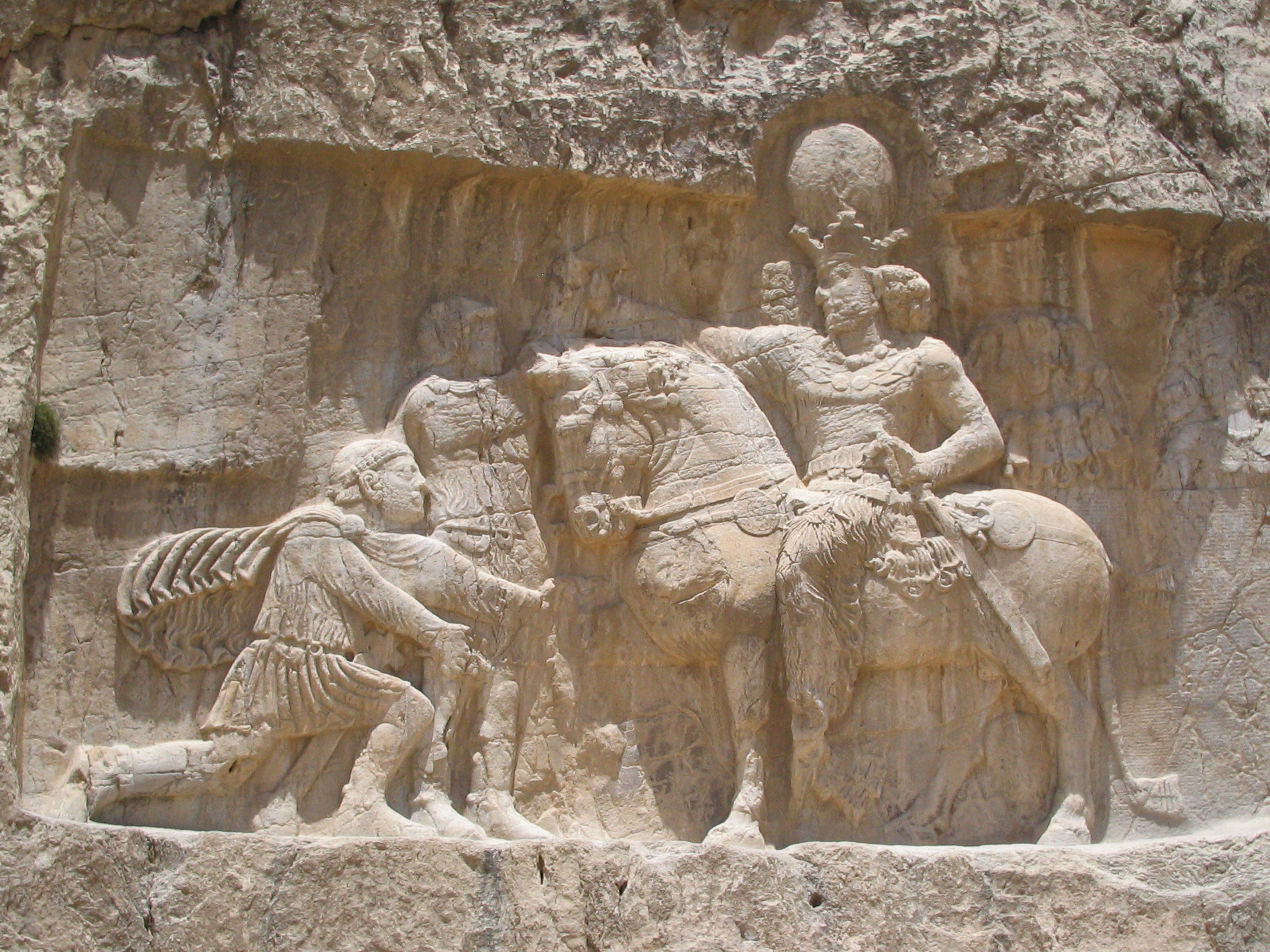
Rilievo rappresentante Shapur I vittorioso sull'imperatore Valeriano, a Naqsh-e Rostam.

Nel 19 d.C. Gondofare I dichiarò la sua indipendenza dai parti e il suo regno comprendeva Aracosia, Drangiana, Sindh, Gandhara e la valle di Kabul.
Con l’espansione del impero Kushana ai danni del regno indo-partico, il Sistan fu condotto nelle loro mani. Tabari sostiene che una prima invasione dei territori Kushana sarebbe già avvenuta nel 126 d.C. circa ad opera di Ardashir, periodo durante il quale i territori occidentali, tra cui anche la Drangiana, sarebbe stata riportata sotto il controllo persiano. Per certo, sappiamo che Shapur I (241-72 d.C.), figlio di Ardashir I, dichiarò se stesso in un’iscrizione presso la Kaba-ye Zardosht Kushan-shahr, quindi signore del regno kushana.

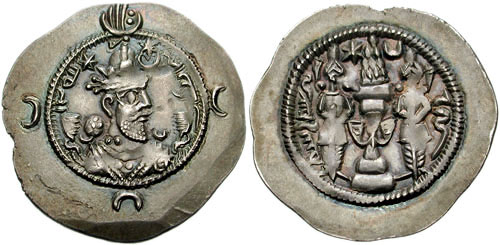
Dracma di Cosroe I.

Successivamente la zona del Sistan venne persa assieme ai territori centro-asiatici, del Khorasan e di tutto il resto dell’Afghanistan a vantaggio degli Unni Bianchi che si insediano dapprima in Chorasmia, poi in Battriana, in Gandhara. Fu Khosrow I tra il 558 d.C. e il 561 d.C. a ristabilire il controllo sasanide nell’area delle satrapie orientali, riconducendo anche la Drangiana nelle proprie mani, con l’aiuto delle orde turche. L’attuale Afghanistan restò nelle mani degli Unni Bianchi sino all’arrivo degli arabi.
Nel 652 d.C. durante il regno del governatore Abdallah b. Amer per il califfo ʿUthmān gli arabi arrivano in Sistan, Zarang/Zranka si arrese pacificamente.